# 金原泰成
金原 泰成（きんばら やすなり、1976年3月31日 - ）は、愛知県瀬戸市の俳優。体重57kg。ネオ・エージェンシー所属。愛知県の中学からスポーツ特待生として埼玉栄高校、東洋大学に進学、東洋大学時代には主将も勤める。
学生時代10年間男子新体操に励みインターハイ2位、全日本選手権3位などの成績を修める。
尊敬する人物はジャッキーチェンとマイケルジャクソン。
プラスイズムの創立メンバーの一人。
デビューは映画ウォーターボーイズ20年以上たった今も現在もメンバーとは親密な関係とのこと。
映画アウトレイジでは今までの爽やかさを一転、ドチンピラな役どころの演技力がファンを驚かせた。
その後も爽やかから悪人、優しいパパなど演技力は年々深みを増している。

## 出演

### 映画
｢嘘喰い｣(Warner Bros./中田秀夫監督)
｢るろうに剣心 最終章 The Final｣(Warner Bros./大友啓史監督)
｢劇場版シグナル 長期未解決事件捜査班｣(東宝/橋本一監督)
東映presentsHKT48×48人の映画監督たち｢ラララ丼｣(奥秀太郎監督/越川部下①役)
｢るろうに剣心 伝説の最期編｣(ﾜｰﾅｰ/大友啓史監督/川路の側近②役)
｢るろうに剣心 京都大火編｣(ﾜｰﾅｰ/大友啓史監督/川路の側近②役)
｢神様のカルテ２｣(東宝/深川栄洋監督/血液内科医1役)
｢謝罪の王様｣(東宝/水田伸生監督)
｢プラチナデータ｣(東宝/大友啓史監督/浅間班刑事･赤倉役)
｢臨場 劇場版｣(東映/橋本一監督/草井役)
｢DOG&POLICE 純白の絆｣(東宝/七高剛監督/警察官役)
｢ゴースト もう一度抱きしめたい｣
(ﾊﾟﾗﾏｳﾝﾄﾋﾟｸﾁｬｰｽﾞｼﾞｬﾊﾟﾝ・松竹/大谷太郎監督/黒田の手下B役)
｢悪人｣(東宝/李相日監督/警官役)
｢アウトレイジ｣(ﾜｰﾅｰ/北野武監督/組員３役)
｢ハゲタカ｣(東宝/大友啓史監督/鷲津ファンドスタッフ･山本役)
｢戦国自衛隊1549｣(東宝/手塚昌明監督/矢野三曹役)
｢スクラップ・ヘブン｣(ｵﾌｨｽｼﾛｳｽﾞ･ｼﾈｶﾉﾝ/李相日監督/キャッチ2役)
｢ROCKERS｣(GAGA/陣内孝則監督/鮫島役)
｢木更津キャッツアイ 日本シリーズ｣(ｱｽﾐｯｸｴｰｽ/金子文紀監督/チンピラ役)
｢THE LAST SAMURAI｣(ﾜｰﾅｰ/エドワード･ズウィック監督/将校役)
｢Returner｣(東宝/山崎貴監督/やくざ役)
｢ウォーターボーイズ｣(東宝/矢口史靖監督/成瀬金太役)
｢やくざの詩 OKITE 掟｣(東映/松方弘樹監督/チンピラ役)
｢姐御｣(東映/一倉治雄監督/入江役)
｢凶気の桜｣(東映/薗田賢次監督/青島の仲間たち役)
｢実録 夜桜銀次｣(東映/成田裕介監督/やくざ役)
- 「修羅がゆく」(東映/小澤啓一監督/やくざ役)
  - 「修羅がゆく12 北九州死闘篇｣
  - ｢修羅がゆく13 完結編｣

｢報復2｣(大映/鈴木浩介監督/ウェイターD役)
｢英二｣(東映/黒土三男監督/やくざ役)
｢SAMOURAIS｣(ジョルダーノ･ジェデルリーニ監督)

### TVドラマ
- 金曜ナイトドラマ｢警部補ダイマジン｣(EX三池崇史監督/#3.)
- 「相棒」(EX)
  - ｢season7｣(東伸児監督/#18.五味勇一郎役)
  - ｢season20｣(橋本一監督/#16.天野役)
- BSプレミアムドラマ｢やっぱりおしい刑事｣(吉原通克監督/#3.4.)
- ｢逆転人生-“奇跡の湯”守る３兄弟　大災害からの再出発｣(NHK)
- 月曜プレミア8「警視庁遺失物捜査ファイル」(TX/橋本一監督/柏原実役)
- ｢THE突破ファイル‐大サーカスに潜む魔の5分編｣(NTV/木下 唯志社長役･主演)
- 土曜プレミアム｢世にも奇妙な物語 ’20夏の特別編-配信者｣(CX/渕上正人監督/配信者役)
- ドラマBiz｢ヘッドハンター｣(TX/星護監督/#1.社員1役)
- 怖い日曜日２０１８｢警備員｣(NTV/松田健斗監督/上司役)
- ｢Missデビル 人事の悪魔・椿眞子｣(NTV/佐久間紀佳監督/#7.吉原役)
- ｢もみ消して冬〜わが家の問題なかったことに〜｣　(NTV/中島悟監督･丸谷俊平監督/#1.2.7.10.医師役)
- 土曜プレミアム｢衝撃スクープSP 30年目の真実｣(CX/松木創監督/特殊班B役)
- BS時代劇｢立花登青春手控え2｣(NHK/服部大二監督/第七回.伊八役)
- Huluオリジナル連続ドラマ｢代償｣(Hulu/村上正典監督/#4.東田役)
- BSプレミアムドラマ｢全力失踪｣(BSプレミアム/岩本仁志監督/#2.レイコの男役)
- ｢ON 異常犯罪捜査官・藤堂比奈子｣(CX/白木啓一郎監督/#9.救急士役)
- ｢レンタル救世主｣(NTV/菅原伸太郎監督/#5.シノギ男1役)
- ｢HOPE～期待ゼロの新入社員～｣(CX/淵上正人監督/＃7.川合主任役)
- 金曜8時のドラマ｢ドクター調査班｣(TX/山田勇人監督/#6.上田役)
- ｢世界一難しい恋｣(NTV/中島悟監督/#5.業者役)
- ｢マジすか学園5｣(Hulu/大谷太郎監督･中茎強監督･千村利光監督/#1～.地村役)
- 水曜ミステリー9｢黒星警部の密室捜査｣(TX/唐木希浩監督/友永新次郎役)
- ｢デート～恋とはどんなものかしら～｣(CX/石川淳一監督/#3.山口役)
- ｢きょうは会社休みます。｣(NTV/中島悟監督･狩山俊輔監督/髙橋泰成役･レギュラー)
- ｢東京ガードセンター｣(BS258Dlife/本間美由紀監督/#9.侵入者の男役)
- ｢福家警部補の挨拶｣(CX/岩田和行監督/#10.部下D役)
- ｢東京バンドワゴン｣(NTV/狩山俊輔監督/#1.若手警官役)
- ｢ダンダリン 労働基準監督官｣(NTV/中島悟監督/#3.取り立て屋役)
- 月曜ミステリーシアター｢確証〜警視庁捜査3課｣(TBS/吉田健監督/#1.2.布田肇役)
- スペシャルドラマ｢ST 警視庁科学特捜班｣(NTV/佐藤東弥監督/住人B役)
- 月曜ゴールデン｢血痕4 警科研･湯川愛子の鑑定ファイル｣(CX/堀川とんこう監督/サラリーマン風の男役)
- 連続ドラマW｢レディ･ジョーカー｣(WOWOW/水谷俊之監督/#7.城山を刺す男役)
- ｢ガリレオXX 内海薫最後の事件 愚弄ぶ｣(CX/西谷弘監督/佐々木亮役)
- ドラマWスペシャル｢尾根のかなたに｣(WOWOW/若松節朗監督/薫の医師仲間役)
- ｢三毛猫ホームズの推理｣(NTV/中島悟監督/#11.警察官役)
- ｢江〜姫たちの戦国〜｣(NHK/野田雄介監督/＃43.使者役)
- ｢花ざかりの君たちへ イケメン★パラダイス2011｣　(CX/後藤庸介監督/#6.7.陸上部のコーチ役)
- ｢JIN-仁-｣(TBS/平川雄一朗監督/最終話.彰義隊役)
- ｢デカワンコ｣(NTV/中島悟監督/#8.刑務官役)
- ｢Dr.伊良部一郎｣(EX/髙橋伸之監督/幹部１役)
- ｢獣医ドリトル｣(TBS/大澤祐樹監督/#4.警官Ａ役)
- ｢絶対零度｣(CX/岩田和行監督/#8.捜査員２役)
- ｢怪物くん｣(NTV/中島悟監督/#5.7.憲兵役)
- ｢シバトラSPⅡ｣(CX/佐藤祐市監督/警官３役)
- ｢白い春｣(CX/小松隆志監督/＃9.医師役)
- ｢東京少女 福永マリカ｣(Bs-i/若松孝二監督/男役)
- ドラマスペシャル｢課長島耕作｣(NTV/杉本達監督/クラブボーイ役)
- 土曜時代劇｢オトコマエ!｣(NHK/田中英治監督/#9.団員4役)
- ｢ロス:タイム:ライフ-ヒーローショー篇｣(CX/富士川裕輔監督/三鷹役)
- ｢歌姫｣(TBS/サタケミキオ監督/#1.ホテルボーイ役)
- ｢働きマン｣(NTV/佐久間紀佳監督/#8.不法投棄業者役)
- ｢探偵学園Q｣(NTV/石尾純監督/#3.コンビニ店員役)
- ｢翼の折れた天使たち～時｣(CX/岩田和行監督/水泳コーチ役)
- 新春ドラマスペシャル｢三日遅れのハッピーニューイヤー～2006年の忘れ物～｣(TBS/竹村謙太郎監督/同僚役)
- ｢喰いタン｣(NTV/中島悟監督/若い警官役)
- ｢嬢王｣(TX/岩田和行監督･松本創監督･石川淳一監督/#5.6.7.西田一郎役)
- 月曜ミステリー劇場｢夏樹静子サスペンス弁護士・朝吹里矢子④｣(TBS/岡屋龍一監督/馬越秋行役)
- 月曜ミステリー劇場｢弁護士高見沢響子⑦｣(TBS/長尾啓司監督/宮村一樹役)
- ｢ごくせん弐00伍｣(NTV/渡部智明監督/#6.スタッフ3役)
- ｢さよなら、小津先生スペシャル｣(CX/西谷弘監督/男2役)
- ｢ナースマンがゆく｣(NTV/大谷太郎監督/#6.同級生6役)
- ｢火消し屋小町｣(NHK/国本雅広監督/黒田役･ｾﾐﾚｷﾞｭﾗｰ)
- ｢南くんの恋人｣(ANB/佐藤嗣麻子監督/#6.アクセサリー屋の兄ちゃん役)
- 金曜ナイトドラマ｢霊感バスガイド事件簿｣(ANB/中島悟監督/最終話.助監督役)
- ｢HOTMAN'04春スペシャル｣(TBS/中島悟監督/救急隊員1役)
- 木曜ミステリー｢異議あり!女弁護士大岡法江｣(ANB/橋本一監督/#5.金髪役)
- 金曜ナイトドラマ｢独身3!!｣(ANB/土方政人監督/#5.黒木屋の男2役)
- ｢ひと夏のパパへ｣(TBS/廣木隆一監督･吉村達矢監督･松永洋一監督･五木田亮一監督･唐木希浩監督/酒井コージ役･レギュラー)
- ｢ダムド・ファイル-伊勢神トンネル 足助町｣(NBN/万田邦敏監督/#2.山田役･準主役)
- ｢クニミツの政｣(CX/赤羽博監督/#11.男役)
- ｢ダブルスコア｣(CX/村上正典監督/#3.男役)
- ｢逮捕しちゃうぞ｣(ANB/赤羽博監督/#1.エリートサラリーマン役)
- ｢はみだし刑事情熱系Ⅶ｣(ANB/村川透監督/#1.大崎公一役)
- 月曜ミステリー劇場｢熱血かあさん事件簿2｣(TBS/富永卓二監督/男A役)
- 日曜劇場｢刑事☆イチロー｣(TBS/髙野英治監督/#4.若者1役)
- ｢ランチの女王｣(CX/唐木希浩監督/#3.暴走族B役役)
- ｢ごくせん｣(NTV/佐藤東弥監督/#9.チンピラ役)
- ｢陰陽師｣(NHK/小田切正明監督/#8.検非違使役)
- 月曜ミステリー劇場｢カードGメン小早川茜③｣(TBS/齋藤光正監督/バイヤーボス役)
- ｢編集王｣(CX/佐藤祐市監督/#8.チーマー役)
- ｢天使が消えた街｣(NTV/雨宮望監督/#1.エレベーターボーイ役)
- 「仮面ライダーシリーズ」(ANB)
  - ｢仮面ライダーアギト｣(六車俊治監督/#5.水泳部員)
  - ｢仮面ライダー555｣(田崎竜太監督/#45.46.金髪の男)
- ｢新･天までとどけ2｣(TBS/犯人役)
- ｢ニュースキャスター 霞涼子｣(ANB/山田高道監督/#1.チーマー役)
- ｢IZI-極道編｣(TBS/マサの子分３役･レギュラー)
- 「ウルトラシリーズ」
  - 「ウルトラマンガイア」(MBS/根本実樹監督/#22.避難誘導部隊隊員役)
  - 「ウルトラマンメビウス」(CBC/アベユーイチ監督/#38.GUYSオーシャン隊員役)

### 配信ドラマ
- パンドラの果実〜科学犯罪捜査ファイル〜 Season3 第1話・第2話（2024年6月16日・23日、Hulu） - 吉田道徳 役[1]

### Vシネマ
｢首領の道｣(ｵｰﾙｲﾝｴﾝﾀﾃｲﾝﾒﾝﾄ/辻裕之監督/片山吾郎役)
｢跡目奪還｣(ｵｰﾙｲﾝｴﾝﾀﾃｲﾝﾒﾝﾄ/辻裕之監督/三原登役)
｢修羅の覇道｣(ｵｰﾙｲﾝｴﾝﾀﾃｲﾝﾒﾝﾄ/辻裕之監督/ヒットマンA役)
｢天獄の島２｣(ﾐｭｰｼﾞｱﾑ/辻裕之監督)
｢実録 鯨道13 広島任侠伝 美能幸三｣(ﾌﾟﾚｲﾋﾞﾙ/田代まさし監督/やくざ役)
｢実録 広島やくざ抗争史 鯨道10 総完結篇｣(ﾌﾟﾚｲﾋﾞﾙ/市川徹監督/寺崎役)
｢実録 鯨道7 伝説のヤクザ武闘列伝｣(ﾌﾟﾚｲﾋﾞﾙ/市川徹監督/やくざ役)
｢義戦 昇華･完結篇｣(ﾐｭｰｼﾞｱﾑ/市川徹監督/森本役)
｢鯨道｣(ﾌﾟﾚｲﾋﾞﾙ/市川徹監督/佐野役)
｢修羅伝説 極道の地獄｣(東映/富岡忠文監督/やくざ役)
｢侠道1･2･3･4｣(東映/福岡芳穂監督/やくざ役)
｢流血の抗争｣(東映/長谷部安春監督/やくざ役)
｢ワン モア チャンス-ウォーターボーイズ･サイド･ストー｣
　(山口晃二監督/準主役･成瀬金太役)

### ミュージックビデオ
「新宿シネマコネクション」主演

### 舞台
｢舞台 三匹のおっさん｣
(演出:田村孝裕氏/
明治座/中日劇場/新歌舞伎座/博多座/はつかいち文化ホール
アルファあなぶきホール/西野役)
｢6人の放送作家と1人の千原 ジュニア｣(演出:内田秀実氏/恵比寿ガーデンホール)
月歌舎15th stage｢月にゆく～かぐや姫再臨～｣(作･演出:入月謙一氏/座・高円寺2)
ハニー・チャンネル公演
｢パッチワークステージ｣(荻窪だるま座)
｢少年ホップステップ｣(新宿ﾀｲﾆｲ・ｱﾘｽ)
｢或る恋の物語｣(阿佐ヶ谷ｱﾙﾃ・ﾊﾟﾃｵ)

### CM
- ｢バンテリンコーワサポーター 腰椎コルセット-試着篇｣
- ｢丸亀製麺 肉玉あんかけ/寒いほどに、うまくなる。篇」
- ｢象印HI圧力なべ-夫の｢これだけ?｣篇｣
- ｢東京建物｣
- ｢元気寿司香港｣
- ｢グノシー｣
- ｢ムヒHD-頭皮アンケート編｣
- ｢株式会社ディー・エヌ・エー mobage大戦乱！！三国志バトル｣
- ｢スクウェア・エニックス　ドラゴンクエスト25周年記念ファミコン&スーパーファミコン｢ドラゴンクエストⅠ･Ⅱ･Ⅲ-レベルアップ家族篇･復活の呪文篇｣
- ｢キリンFIRE～シルエット篇～」
- ｢マルハン-行くぞ篇/行くぞ2篇/あっそうですか篇-｣
- ｢特別区競馬協会｣
- ｢サントリージョッキ生～出た篇｣
- ｢HONDA UK～夢の力｣
- ｢Epson Color～一枚の、全社一丸篇｣
- ｢ＡＮＡ企業ＣＭ～飛ぶことの気持ちよさ篇｣
- ｢週刊CHINTAI～ｺﾝﾋﾞﾆ店長・ﾗｯｸの攻防篇｣
- ｢東京電話インターネット」
- ｢パチスロ一撃帝王｣
- ｢ダイドーブレンドコーヒー　リアルブラック｣
- ｢NTTドコモ　北海道｣

### イベント
- Blue×3 アクションライブ

### モーションキャプチャー
｢ファイナルファンタジーXVI｣(スクウェア・エニックス)
｢Wo Long: Fallen Dynasty｣(コーエーテクモゲームス)
｢スターオーシャン6 THE DIVINE FORCE｣(スクウェア・エニックス)
｢ファイナルファンタジーVII リメイク｣(スクウェア・エニックス)
｢仁王2｣(コーエーテクモゲームス)
スマートフォンアプリ｢メビウス ファイナルファンタジー｣(スクウェア･エニックス)
｢ペルソナ５ スクランブル ザ ファントム ストライカーズ｣(アトラス×コーエーテクモゲームス)
｢ペルソナ5｣(アトラス/主人公役)
｢結婚指輪物語VR｣(スクウェア・エニックス)
｢劇場版 ひらがな男子 〜序〜｣(アスミック・エース.日本テレビ)
｢虐殺器官｣(東宝映像事業部)
｢アドルフとイッパイアッテナ｣(東宝)
｢ＮＩＮＪＡ　ＧＡＩＤＥＮ｣シリーズ
　(TECMO-コーエーテクモゲームス/リュウ・ハヤブサ役)
｢DEAD OR ALIVE｣シリーズ 3-5(テクモ-コーエーテクモゲームス/リュウ・ハヤブサ役)　
｢ゴットイーター1・2｣　(BNEI/主人公:ジュリウス役)
｢ストリートファイター5｣(CAPCOM/ラシード役･バルログ役)
｢ファイナルファンタジー レコードキーパー｣(スクウェア・エニックス/レイン役)
｢グランブルーファンタジー｣(Cygames/ランスロット役・パーシヴァル役)
｢Metroid other M｣(Nintendo/主人公:サムスアラン)
｢CLASH OF THE TITANS：タイタンの戦い｣(Bandai)
｢聖剣伝説4｣(SQEX/主人公:エルディ役）
｢ツキヨニサラバ｣(TAITO ）
｢PSYCHOBREAK｣（Bethesda）
｢キャサリン｣ (アトラス/ヴィンセント役)
｢シャドウハーツ2｣　(ARUZE/主人公:ウルムナフ・ボルテ・ヒュウガ役)
｢シャドウハーツ・フロム・ザ・ニューワールド｣(ARUZE/主人公:ジョニーガーランド)
｢ソウルキャリバーⅢ｣(NAMCO)
｢ソールトリガー｣(ｲﾒｰｼﾞ･ｴﾎﾟｯｸ)
｢天外魔境Ⅲ NAMIDA｣(ﾊﾄﾞｿﾝ)　　他、多数